# 알멘드라
알멘드라(스페인어: Almendra)는 아르헨티나 부에노스아이레스에서 결성한 1960년대 말 가장 인기가 많았던 록 밴드이다.
기타리스트이자 작사가였던 루이스 알베르토 스피네타가 밴드를 이끌었으며, 1968년부터 1971년사이 몇 개의 싱글과 《Almendra》와 《Almendra II》를 발매하였다. 이 작업물은 20세기 남은 시간 동안 아르헨티나 록의 사운드를 혁명적으로 변화시켰으며, 비평가와 듣는이에게 인식되는 록의 방식을 바꾸었다. 1970년대 모든 멤버가 아르헨티나 록의 중추가 되었으나, 당시 아르헨티나 사람들의 비틀즈와의 비교가 되면서 오래 살아남지 못하였다.

## 음반 목록
싱글
- 1968 - Tema de Pototo (Para saber cómo es la soledad)/ El mundo entre las manos [Pototo's Song (to know what loneliness feels like)] (RCA Vik 31Z-1368)
- 1968 - Hoy todo el hielo en la ciudad/ Campos verdes [All of the ice in town today / Green Fields] (RCA Vik 31Z-1413)
- 1969 - Tema de Pototo/ Final [Pototo's Song / End] (RCA Vik 31Z-1565)
- 1970 - Muchacha (ojos de papel)/ Ana no duerme [(Paper-eyed) Girl / Ana Doesn't Sleep] (RCA Vik 31Z-1633)
- 1970 - Hermano perro/ Mestizo [Brother dog / Halfing] (RCA Vik 31Z-1813)

음반
- 1969 - Almendra
- 1970 - Almendra II (double album)
- 1980 - El Valle Interior [The Valley Within]
- 1980 - Almendra en Obras I/II [Almendra in Obras Stadium I/II] (라이브 음반)